# 昭和町 (秋田県)
昭和町（しょうわまち）は、秋田県西部に存在した町。2005年3月22日、天王町・飯田川町との新設合併により潟上市となった。

## 地理
- 湖沼：八郎潟

## 歴史
- 出羽国秋田郡方上村(かたがみ)として成立した。
- 1889年（明治22年）4月1日 - 町村制施行に伴い、南秋田郡大久保村・飯田川村・豊川村が発足。
- 1924年（大正13年）4月1日 - 大久保村が町制施行して大久保町となる。
- 1935年（昭和10年）11月30日 - 飯田川村が町制施行して飯田川町となる。
- 1942年（昭和17年）
  - 3月24日 - 大久保町・飯田川町が合併し、昭和町が発足。
  - 4月1日 - 昭和町・豊川村が合併し、昭和町が発足。
- 1950年（昭和25年）
  - 7月1日 - 昭和町のうち旧豊川村であった範囲（上虻川・船橋・岡井戸・槻木・龍毛・山田）が豊川村として再度分立。
  - 9月28日 - 昭和町のうち旧飯田川町であった範囲（飯塚・金山・和田妹川・下虻川）が飯田川町として再度分立。
- 1955年（昭和30年）1月1日 - 南秋田郡金足村の一部（乱橋・八丁目・佐渡）を編入（残存部は秋田市へ編入）。
- 1956年（昭和31年）9月30日 - 昭和町・豊川村が合併し、昭和町が発足。
- 2005年（平成17年）3月22日 - 天王町・飯田川町と新設合併し潟上市が発足したことにより消滅。

## 交通

### 鉄道
- 東日本旅客鉄道
  - 奥羽本線：大久保駅

### 道路
- 高速自動車国道
  - 秋田自動車道：昭和男鹿半島インターチェンジ（秋田市にあるICであるが、ICのランプウェイの一部が昭和町域にある）
- 一般国道
  - 国道7号
    - 道の駅しょうわ
- 主要地方道
  - 秋田県道41号秋田昭和線
- 一般県道
  - 秋田県道104号男鹿昭和飯田川線
  - 秋田県道112号久保秋田線
  - 秋田県道229号古井内大久保停車場線
  - 秋田県道303号秋田昭和飯田川線

## 出身著名人
- 開隆山勘之亟 (力士)
- 金田勝年[1] - 法務大臣
- 斉藤満 - プロ野球選手
- 桜庭和志 - 格闘家
- 高橋憲一 - プロバスケットボール選手（秋田ノーザンハピネッツ所属）
- 鎌田強 - 元北海道放送アナウンサー
- 中村征夫 - 写真家
- 緋縅力弥 (1922年生) - 力士